# Białoruś na Mistrzostwach Świata w Lekkoatletyce 2015
Białoruś na Mistrzostwach Świata w Lekkoatletyce 2015 – reprezentacja Białorusi podczas Mistrzostw Świata w Pekinie liczyła 18 zawodników, z których dwóch zdobyło medale, w tym jeden złoty.

## Występy reprezentantów Białorusi

### Mężczyźni

#### Konkurencje biegowe
| Konkurencja   | Zawodnik             | Runda 1  | Runda 1 | Półfinał | Półfinał | Finał    | Finał   |
| Konkurencja   | Zawodnik             | Rezultat | Pozycja | Rezultat | Pozycja  | Rezultat | Pozycja |
| ------------- | -------------------- | -------- | ------- | -------- | -------- | -------- | ------- |
| Bieg na 400 m | Alaksandr Linnik     | 45,77    | 38.     | NQ       | NQ       | NQ       | NQ      |
| Chód na 20 km | Alaksandr Liachowicz | —        | —       | —        | —        | DSQ      | DSQ     |
| Chód na 20 km | Dzianis Simanowicz   | —        | —       | —        | —        | 1:23:54  | 23.     |

#### Konkurencje techniczne
| Konkurencja | Zawodnik               | Eliminacje | Eliminacje | Finał    | Finał   |
| Konkurencja | Zawodnik               | Rezultat   | Pozycja    | Rezultat | Pozycja |
| ----------- | ---------------------- | ---------- | ---------- | -------- | ------- |
| Skok w dal  | Kanstancin Baryszeuski | 7,89       | 17.        | NQ       | NQ      |
| Rzut młotem | Pawieł Barejsza        | 71,41      | 25.        | NQ       | NQ      |
| Rzut młotem | Iwan Cichan            | 71,88      | 21.        | NQ       | NQ      |
| Rzut młotem | Jury Szajunou          | 72,87      | 18.        | NQ       | NQ      |

### Kobiety

#### Konkurencje biegowe
| Konkurencja                   | Zawodniczka          | Runda 1      | Runda 1 | Półfinał     | Półfinał | Finał      | Finał   |
| Konkurencja                   | Zawodniczka          | Rezultat     | Pozycja | Rezultat     | Pozycja  | Rezultat   | Pozycja |
| ----------------------------- | -------------------- | ------------ | ------- | ------------ | -------- | ---------- | ------- |
| Bieg na 800 m                 | Maryna Arzamasawa    | 1:58,69 (SB) | 1. Q    | 1:57,54 (NR) | 2. Q     | 1:58,03    | złoto   |
| Bieg na 100 m przez płotki    | Alina Tałaj          | 12,87        | 8. Q    | 12,70 (PB)   | 7. q     | 12,66 (NR) | brąz    |
| Bieg na 3000 m z przeszkodami | Swiatłana Kudzielicz | DNF          | DNF     | NQ           | NQ       | NQ         | NQ      |

#### Konkurencje techniczne
| Konkurencja    | Zawodniczka                  | Eliminacje | Eliminacje | Finał    | Finał   |
| Konkurencja    | Zawodniczka                  | Rezultat   | Pozycja    | Rezultat | Pozycja |
| -------------- | ---------------------------- | ---------- | ---------- | -------- | ------- |
| Skok w dal     | Anastasija Mironczyk-Iwanowa | 6,76       | 6. Q       | 6,66     | 9.      |
| Skok w dal     | Wolha Sudarawa               | 6,65       | 13.        | NQ       | NQ      |
| Pchnięcie kulą | Alena Dubicka                | 18,51      | 7. Q       | 18,52    | 6.      |
| Pchnięcie kulą | Julija Leanciuk              | 17,96      | 11. q      | 18,25    | 7.      |
| Pchnięcie kulą | Natalla Michniewicz          | 18,57      | 5. Q       | 18,24    | 8.      |
| Rzut młotem    | Alena Kreczyk                | NM         | NM         | NQ       | NQ      |
| Rzut młotem    | Alena Sobalewa               | 69,86      | 12. q      | 70,09    | 10.     |
| Rzut oszczepem | Tacciana Chaładowicz         | 60,07      | 21.        | NQ       | NQ      |